# Самтредија
Самтредија (груз. სამტრედია) је град у Грузији у регији Имеретија. Према процени из 2014. у граду је живело 25.318 становника.

## Становништво
Према процени, у граду је 2014. живело 25.318 становника.
| 1989.  | 2002.  | 2014.  |
| ------ | ------ | ------ |
| 34.468 | 29.732 | 25.318 |